# Санта-Кларіта
Санта-Кларіта (англ. Santa Clarita) — місто (англ. city) в США, в окрузі Лос-Анджелес штату Каліфорнія. Населення — 228 673 особи (2020).
Санта-Кларіта була утворена в грудні 1987 року як об'єднання кількох поселень.
2009 року чисельність населення оцінювалася в 169 174 особи. Місто займає 4-е місце в окрузі та 27-е — у штаті.

## Географія

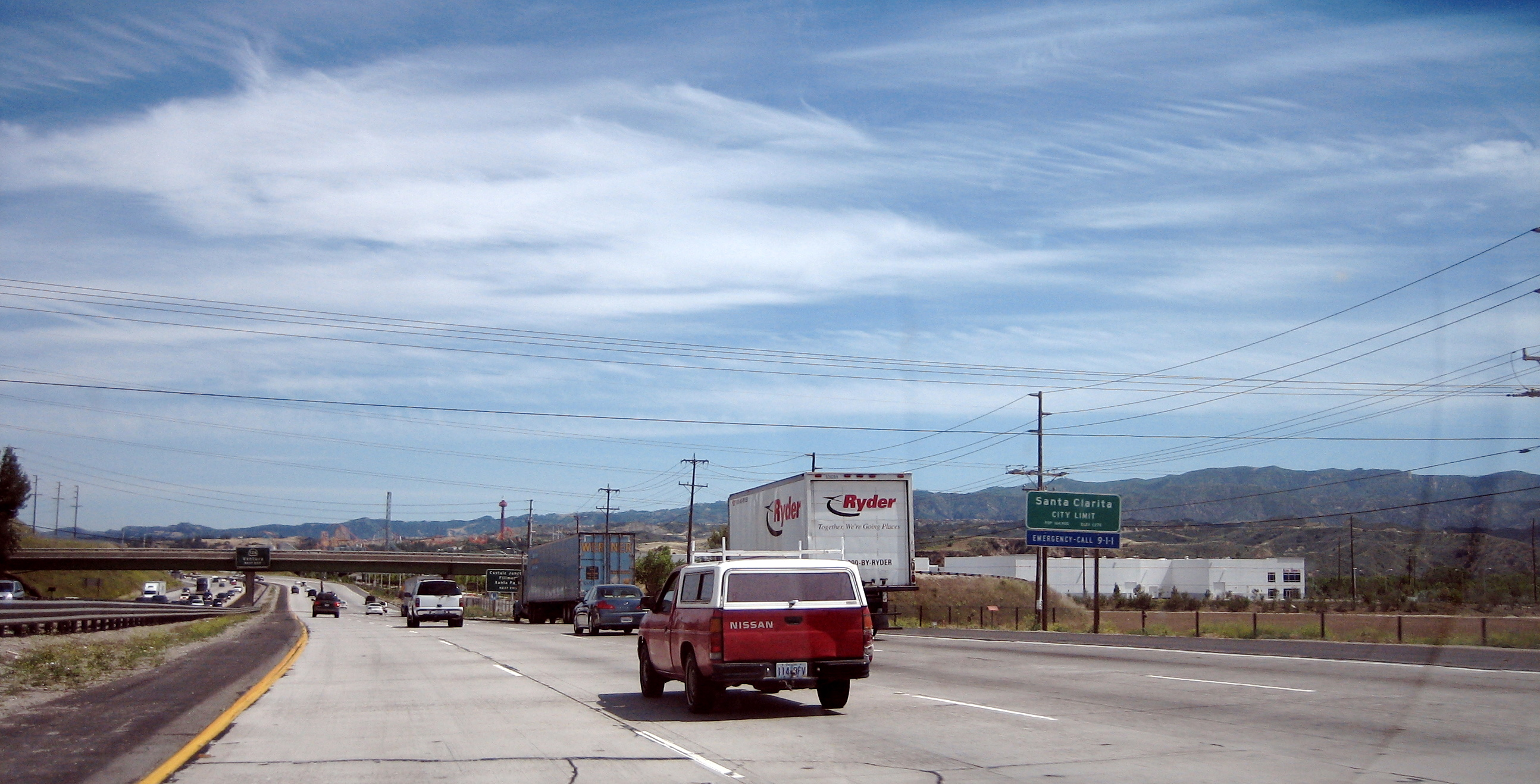
В'їзд до місто

Санта-Кларіта розташована за координатами 34°24′18″ пн. ш. 118°30′17″ зх. д. / 34.40500° пн. ш. 118.50472° зх. д. (34.404876, -118.504701).  За даними Бюро перепису населення США в 2010 році місто мало площу 136,70 км², з яких 136,53 км² — суходіл та 0,17 км² — водойми. В 2017 році площа становила 170,80 км², з яких 170,63 км² — суходіл та 0,16 км² — водойми.

### Клімат
Клімат в місті — середземноморського типу. Середні температури протягом року коливаються в діапазоні від 2 °C до 36 °C, середньорічна від 6,7 °C до 25,8 °C. Середньорічний рівень опадів становить 354,6 мм.
| Клімат : Санта-Кларіта | Клімат : Санта-Кларіта | Клімат : Санта-Кларіта | Клімат : Санта-Кларіта | Клімат : Санта-Кларіта | Клімат : Санта-Кларіта | Клімат : Санта-Кларіта | Клімат : Санта-Кларіта | Клімат : Санта-Кларіта | Клімат : Санта-Кларіта | Клімат : Санта-Кларіта | Клімат : Санта-Кларіта | Клімат : Санта-Кларіта | Клімат : Санта-Кларіта |
| Показник               | Січ.                   | Лют.                   | Бер.                   | Квіт.                  | Трав.                  | Черв.                  | Лип.                   | Серп.                  | Вер.                   | Жовт.                  | Лист.                  | Груд.                  | Рік                    |
| Середній максимум, °C  | 17,8                   | 18,9                   | 20,0                   | 23,3                   | 26,1                   | 31,1                   | 34,4                   | 35,0                   | 32,8                   | 27,8                   | 22,2                   | 18,3                   | 25,7                   |
| Середній мінімум, °C   | 2,2                    | 2,8                    | 3,3                    | 5,0                    | 7,2                    | 10,0                   | 12,2                   | 12,8                   | 11,1                   | 7,8                    | 3,9                    | 2,2                    | 6,7                    |
| Норма опадів, мм       | 76                     | 89                     | 77                     | 16                     | 6                      | 0                      | 0                      | 3                      | 7                      | 9                      | 31                     | 41                     | 355                    |
| ---------------------- | ---------------------- | ---------------------- | ---------------------- | ---------------------- | ---------------------- | ---------------------- | ---------------------- | ---------------------- | ---------------------- | ---------------------- | ---------------------- | ---------------------- | ---------------------- |
| Джерело:               |                        |                        |                        |                        |                        |                        |                        |                        |                        |                        |                        |                        |                        |

## Демографія
Згідно з переписом 2010 року, у місті мешкало 176 320 осіб у 59 507 домогосподарствах у складі 44 336 родин. Густота населення становила 1290 осіб/км².  Було 62055 помешкань (454/км²).
Расовий склад населення:
| - 70,9 % — білих - 8,5 % — азіатів - 3,2 % — чорних або афроамериканців - 0,6 % — корінних американців - 0,2 % — вихідців з тихоокеанських островів - 12,0 % — осіб інших рас |

До двох чи більше рас належало 4,7 %. Частка іспаномовних становила 29,5 % від усіх жителів.
За віковим діапазоном населення розподілялося таким чином: 26,2 % — особи молодші 18 років, 64,2 % — особи у віці 18—64 років, 9,6 % — особи у віці 65 років та старші. Медіана віку мешканця становила 36,2 року. На 100 осіб жіночої статі у місті припадало 97,1 чоловіків;  на 100 жінок у віці від 18 років та старших — 94,0 чоловіків також старших 18 років.
Середній дохід на одне домашнє господарство  становив 100 789 доларів США (медіана — 83 554), а середній дохід на одну сім'ю — 109 363 долари (медіана — 92 110). Медіана доходів становила 67 204 долари для чоловіків та 52 770 доларів для жінок. За межею бідності перебувало 9,3 % осіб, у тому числі 11,9 % дітей у віці до 18 років та 6,4 % осіб у віці 65 років та старших.
Цивільне працевлаштоване населення становило 87 674 особи. Основні галузі зайнятості: освіта, охорона здоров'я та соціальна допомога — 21,1 %, мистецтво, розваги та відпочинок — 10,5 %, роздрібна торгівля — 10,3 %, науковці, спеціалісти, менеджери — 10,3 %.

## Міста-побратими
- Тена, Напо, Еквадор[9]
- Саріал, Кесон, Філіппіни[9]